# Truus Dekker
Pour les articles homonymes, voir Dekker.
Truus Dekker, née le 13 mai 1922 à Wormerveer, et morte le 8 janvier 2022, est une actrice néerlandaise.

## Filmographie

### Cinéma et téléfilms
- 1963 : Memorandum van een dokter (nl) : Lizzy Malcolm
- 1964-1965 : Rats en Repel en Lollipop! : Miss Lila
- 1973 : Turkish Délices (Turks fruit) : La serveuse
- 1976 : Barocco : L'employée
- 1977 : Dokter Vlimmen (nl) : La mère supérieure
- 1977 : Le Choix du destin : Mme Lanshof
- 1978 : De mantel der liefde (nl) : La femme dans un pub
- 1978 : Pastorale 1943 (nl) : La dame à la pharmacie
- 1978 : Het is weer zo laat! (nl) : Deux rôles (La nouvelle propriétaire et La femme errante)
- 1979 : Une femme comme Eva (Een vrouw als Eva) : La mère
- 1979 : Andy, bloed en blond haar (nl) : La mère de Ella
- 1980 : De dans der vierkanten waarin opgenomen Elly, of het beroemde stuk : Mme Elly
- 1981 : De Lemmings : Diny
- 1981 : La Fille aux cheveux roux (Het meisje met het rode haar : La souris grise
- 1981-1982 : De lachende scheerkwast (nl) : Loes de Wilde-Dofpoot
- 1983 : Pim : La mère de Pim
- 1984 : Opzoek naar Yolanda (nl) : Loes de Wilde-Dofpoot
- 1986 : Plafond over de vloer (nl) : Loes de Wilde-Dofpoot
- 1987 : Vroeger is dood : La mère supérieure
- 1989-1994 : We zijn weer thuis (nl) : Nel van der Hoed-Smulders
- 1991-1995 : 12 steden, 13 ongelukken (nl) : Trois rôles (La mère de Anneke, Oma Bos et Diane)
- 1992 : Recht voor z'n Raab : La cliente
- 1992 : Niemand de deur uit (nl) : Mme Hogenboom
- 1995 : Toen was geluk heel gewoon (nl) : Helena
- 1995 : Inspecteur de Cock (Baantjer) : Mme Wientjes
- 1996 : Frans en Duits : La propriétaire
- 2004 : Gebroken Rood (nl) : Marian
- 2004 : Annetje Lie in het holst van de nacht (nl) : La grand-mère
- 2007 : Wolfsbergen (nl) : La femme de magasin
- 2007 : Van Speijk : Mme Bakker
- 2007 : De Co-assistent (nl) : Mme De Caluwé
- 2010 : Flikken Maastricht : Mme Bonhomme
- 2012 : Lijn 32 (nl) : Le vieux propriétaire
- 2012 : Oom Henk (nl) : Mme Dekkers
- 2013 : Nooit te oud (nl) : Miets Schuijt
- 2013 : Dokter Tinus : La femme de la pharmacie